# Tweedia
Tweedia es un género de fanerógamas de la familia Apocynaceae. Tiene 7 especies aceptadas de la veintena descritas.

## Descripción
Son plantas herbáceas erectas o enredaderas sufrútices. Alcanza hasta  1 m de altura, ortótropo. Brotes perennes, glabros, o aisladamente a escasamente pubescente, con tricomas adpresos. Las hojas son opuestas o verticiladas, herbáceas, de 0,8-7 cm de largo, 0.1-2.5 cm de ancho, lineales o cuneadas, basalmente cuneadas o cordadas, ápice agudo, ligeramente revolutos, glabras adaxialmente o con tricomas adpresos.
Las inflorescencias son axilares, más o menos largas que las hojas adyacentes, con 20-40  flores sencillas, largamente pedunculadas a subsésiles, con brácteas florales lineales.

## Distribución y hábitat
Se distribuye por América del Sur, en Argentina, Bolivia, Chile y Uruguay, en matorrales abiertos con arbustos y cactos.

## Taxonomía
El género fue descrito por Hook. & Arn. y publicado en Journal of Botany, being a second series of the Botanical Miscellany 1: 291. 1835.
Etimología
En honor al explorador británico James Tweedie que descubrió esta planta, y muchas otras, en América del Sur.
Citología
El número cromosómico de Tweedia brunonis (especie tipo) es: 2n = 40.

## Especies aceptadas
A continuación se brinda un listado de las especies del género Tweedia aceptadas hasta octubre de 2013, ordenadas alfabéticamente. Para cada una se indica el nombre binomial seguido del autor, abreviado según las convenciones y usos. 
- Tweedia andina (Phil.) G.H.Rua, Parodiana, 5(2): 406, 1989 - voquicillo de Chile[4]
- Tweedia aucaensis G.H. Rua,	Darwiniana,27(1-4): 503-506, 1986
- Tweedia australis (Malme) C.Ezcurra,	Darwiniana, 33: 367, 1995
- Tweedia birostrata (Hook. & Arn.), Hook. & Arn., J. Bot. (Hooker) 1: 291, 1834 - voqui de Chile[4]
- Tweedia brunonis Hook. & Arn., J. Bot. (Hooker), 1: 292, 1834
- Tweedia echegarayi (Hieron.) Malme, Ark. Bot., 2(7): 11, 1904
- Tweedia solanoides (Hook. & Arn.) Chittenden, R. H. S. Dict. Gard., 4: 2173, 1951